# Paweł Bejda
Paweł Jan Bejda (ur. 13 października 1962 w Łowiczu) – polski polityk, inżynier, urzędnik państwowy i samorządowy, w latach 2012–2014 wicewojewoda łódzki, następnie do 2015 członek zarządu województwa, poseł na Sejm VIII, IX i X kadencji, od 2023 sekretarz stanu w Ministerstwie Obrony Narodowej.

## Życiorys
Z wykształcenia magister inżynier mechanik, absolwent Wydziału Mechanicznego Akademii Rolniczo-Technicznej w Olsztynie (1987). Ukończył również studia podyplomowe – m.in. menedżerskie (w 2001 na Politechnice Łódzkiej) i z zakresu obrotu oraz zarządzania nieruchomościami (w 2009 w Wojskowej Akademii Technicznej w Warszawie). Od 1988 zatrudniony w Państwowym Ośrodku Maszynowym w Łowiczu, w latach 1990–1991 pełnił funkcję zastępcy spółdzielni, później do 2002 pracował na kierowniczych stanowiskach w prywatnych przedsiębiorstwach.
Zaangażował się w działalność polityczną w ramach Polskiego Stronnictwa Ludowego. Od 2002 do 2006 był zastępcą burmistrza Łowicza, w 2007 został dyrektorem Wojewódzkiego Ośrodka Ruchu Drogowego w Skierniewicach. W 2006 i w 2010 wybierany na radnego powiatu łowickiego. W kwietniu 2012 objął stanowisko wicewojewody łódzkiego. W wyborach w 2014 uzyskał mandat radnego sejmiku łódzkiego V kadencji. W grudniu tegoż roku powołany na członka nowego zarządu województwa.
W 2007 i 2011 bezskutecznie kandydował do Sejmu z listy PSL w okręgu sieradzkim. W 2015 wystartował w wyborach parlamentarnych jako lider listy wyborczej PSL w tym okręgu. Otrzymał 6283 głosy, uzyskując tym samym mandat posła na Sejm VIII kadencji. W 2019 bez powodzenia kandydował do Parlamentu Europejskiego. W wyborach krajowych w tym samym roku z powodzeniem ubiegał się natomiast o poselską reelekcję, otrzymując 14 161 głosów. W 2023 po raz trzeci z rzędu został wybrany do Sejmu, kandydując wówczas z ramienia koalicji Trzecia Droga i zdobywając 25 363 głosy. W grudniu tego samego roku objął stanowisko sekretarza stanu w Ministerstwie Obrony Narodowej.